# مسجد البلغار (تشيبوكساري)
مسجد بولغار (بالروسية: Пӑлхар мечетӗ) هو مسجد إسلامي يقع في مدينة تشيبوكساري، تشوفاشيا، روسيا. يقع في ضواحي المدينة، افتتحه المفتي الروسي طلعت تاج الدين في 14 سبتمبر 2005.
سمي المسجد على اسم عاصمة بلغار الفولغا، وهو مركز أساسي للإسلام في منطقة الفولغا.